# ساندي باركر
ساندي باركر هي مصارعة محترفة كندية، ولدت في 2 مارس 1952 في فانكوفر في كندا.

## روابط خارجية
- ساندي باركر على موقع CageMatch worker (الإنجليزية)